# 6689 Floss
6689 Floss eller 1981 EQ24 är en asteroid i huvudbältet som upptäcktes den 2 mars 1981 av den amerikanska astronomen Schelte J. Bus vid Siding Spring-observatoriet. Den är uppkallad efter amerikanen astronomen Christine Floss.
Asteroiden har en diameter på ungefär 3 kilometer och den tillhör asteroidgruppen Flora.